# سلانوية
سَلانوية (الاسم العلمي: Salanoia)، هو جنس من آكلات اللحوم ينتمي إلى فصيلة الفلنوكيات، يضم الجنس نوعين موصوفين حاليًا يوجدان في مدغشقر. وهو يشبه النمس، وهو ما ينعكس في الإصدارات القديمة من أسمائها الإنجليزية، على سبيل المثال النمس بني الذيل والذي يسمى الآن فونتسيرا بني الذيل. اسم Salanoia مشتق من سَلانو salano، وهو أحد الأسماء الملغاشية للنمس بني الذيل (Salanoia concolor).
فونتسيرا (Vontsira) هو اسم عام ملغاشي يبدو أنه ينطبق على عدد قليل من الأنواع المحلية من الحيوانات آكلة اللحوم المحلية الشبيهة بالنمس في الأجناس ذات الصلة Salanoia وGalidia وGalidictis.

## روابط خارجية
.